# ستراود (دائرة انتخابية في المملكة المتحدة)
ستراود (بالإنجليزية: Stroud)‏ هي إحدى الدوائر الانتخابية في المملكة المتحدة الممثلة في مجلس العموم في برلمان المملكة المتحدة.
عضو البرلمان الذي يمثلها حالياً هو :Mr David Drew (Lab/Co-op).